# Aix-les-Bains

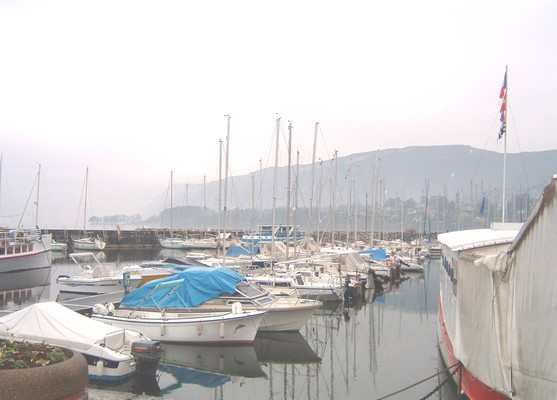
Miejscowy port

Aix-les-Bains – miejscowość i gmina we Francji, w regionie Owernia-Rodan-Alpy, w departamencie Sabaudia, nad jeziorem Bourget.
Jest to znane uzdrowisko, a także ośrodek sportów wodnych i zimowych. Znajdują się tam również muzea.
Według danych na rok 2018 gminę zamieszkiwały 30 563 osoby, a gęstość zaludnienia wynosiła 2421 osób/km² (wśród 2880 gmin regionu Rodan-Alpy Aix-les-Bains plasuje się na 27. miejscu pod względem liczby ludności, natomiast pod względem powierzchni na miejscu 930.).
W latach 1897−1908 w mieście istniała sieć tramwajowa.

## Zabytki
- ratusz (XVI w.)

## Miasta partnerskie
- Kisłowodzk, Rosja
- Milena, Włochy
- Mulaj Jakub, Maroko
- Fairbanks, Stany Zjednoczone